# Équipe de France féminine de basket-ball en 1938
En cette année 1938, l'équipe de France termine 4e du championnat d'Europe au royaume d'Italie

## Les matches
| Date            | Lieu | Adversaire | Score   | Compétition | Meilleures marqueuse (France)                       |
| 12 octobre 1938 | Rome | Suisse     | V 43-18 | CE          | Lily Colin (19)                                     |
| 14 octobre 1938 | Rome | Lituanie   | V 20-14 | CE          | Annette Bouligaud, Lily Colin et Janine Garnier (4) |
| 15 octobre 1938 | Rome | Pologne    | D 24-19 | CE          | Lily Colin (9)                                      |
| 16 octobre 1938 | Rome | Italie     | D 34-18 | CE          | Janine Garnier (6)                                  |

D : défaite, V : victoire
CE : EuroBasket 1938

## L'équipe
- Sélectionneur :
- Assistants :

| Poste | Joueuse                  | Nombre matchs | Nombre points | Club(s) 1938          |
| -     | Annette Bouligaud        | 4             | 8             | A.L.P.                |
| -     | Marie-Antoinette Chabrel | 4             | 5             | A.S.C.G.              |
| -     | Lily Colin               | 4             | 38            | Linnets de Saint-Maur |
| -     | Jacqueline Dusoulier     | 4             | 7             | Linnets de Saint-Maur |
| -     | Janine Garnier           | 4             | 26            | PTT S                 |
| -     | Marie-Louise Gravier     | 4             | 1             | PTT                   |
| -     | Marguerite Lafiteau      | 4             | 4             | C.F.P.                |
| -     | Sokela Mangoumbel-Dietz  | 4             | 2             | ASPS                  |
| -     | Christiane Moreau        | 4             | 3             | NS                    |
| -     | Lisette Pariente         | 4             | 2             | OS                    |